# Albert Harriehausen
Albert Harriehausen (* 11. August 1846 in Kirchditmold; † 17. Dezember 1936 auf Gut Bollertsmühle) war Landwirt und Mitglied des Deutschen Reichstags.

## Leben
Harriehausen besuchte das Gymnasium in Göttingen von 1859 bis 1860 und das Privattechnikum 1860/61. 1875 übernahm er den väterlichen Hof in Bollertsmühle bei Volpriehausen und war Kreistagsmitglied seit 1888. Seit 1886 war er tätig im landwirtschaftlichen Genossenschaftswesen.
Ab 1898 war er Mitglied des Deutschen Reichstags für den Wahlkreis Provinz Hannover 11 (Einbeck, Northeim, Osterode am Harz, Uslar) und den Bund der Landwirte. Sein Mandat wurde am 1. Mai 1900 für ungültig erklärt.